# Episodi di Guida astrologica per cuori infranti (prima stagione)
La prima stagione della serie televisiva Guida astrologica per cuori infranti sono state trasmesse sulla piattaforma streaming Netflix a partire dal 21 ottobre 2021.
| nº | Titolo  | Pubblicazione   |
| -- | ------- | --------------- |
| 1  | Ariete  | 21 ottobre 2021 |
| 2  | Toro    | 21 ottobre 2021 |
| 3  | Gemelli | 21 ottobre 2021 |
| 4  | Cancro  | 21 ottobre 2021 |
| 5  | Leone   | 21 ottobre 2021 |
| 6  | Vergine | 21 ottobre 2021 |